# Dere opacula
Dere opacula är en skalbaggsart som beskrevs av Holzschuh 1984. Dere opacula ingår i släktet Dere och familjen långhorningar.
Artens utbredningsområde är Nepal. Inga underarter finns listade i Catalogue of Life.